# مانوج جوشي
مانوج جوشي هو ممثل هندي، ولد في 14 ديسمبر 1965 في الهند.

## أعمال

### أفلام
- (2002) ديفداس
- (2007) المتاهة
- (2007) غورو

## وصلات خارجية
- مانوج جوشي على موقع IMDb (الإنجليزية)
- مانوج جوشي على موقع قاعدة بيانات الفيلم (الإنجليزية)